# معركة خريسيلي
معركة خريسيلي(بالجورجية: ხრესილის ბრძოლა) هي معركة وقعت في 14 ديسمبر عام 1757 بين الدولة العثمانية ومملكة إميريتي (تشكل الآن غرب جورجيا) حيث كان سليمان الأول ملك مملكة إميريتي يريد إقامة نظام ملكي قوى وتقوية نفوذه وإلغاء تجارة الرقيق لكن سياسات سليمان الأول أدت به بالاصتدم بالنبلاء والاقطاعيين الجورجين المحليين كما ان تصرفاتة دمرت علاقاته مع الدوله العثمانية التي كانت تعتبر مملكة إميريتي ليست أكثر من تابع لها فتحالف العثمانيون مع النبلاء الجورجين المتمردين على سليمان الأول ملك إميريتي مثل ليفان اباشيدرة للقتال ضد ملك إميريتي خلال المعركة نجح سليمان الأول في استدارج العثمانيون وحلفاؤهم من قوات النبلاء المحليين بالقرب من خريسيلي وهزيمتهم بشكل حاسم.